# روکا دلس موروس
روکا دلس موروس یا غارهای ال کوگول یک پناهگاه سنگی است که شامل نقاشی‌هایی از هنر سنگی ماقبل تاریخ ایبری و هنر شماتیک ایبری است. این سایت در ال کوگُل، در منطقه خودگردان کاتالونیا، اسپانیا است. از سال 1998 این نقاشی‌ها به عنوان بخشی از هنر سنگ نگاری حوضه مدیترانه ایبری، یک سایت میراث جهانی یونسکو، محافظت می‌شود. کتیبه‌هایی به خط ایبری شمال شرقی و الفبای لاتین نشان می‌دهد که این مکان در زمان ایبری و روم به عنوان پناهگاه استفاده می‌شده است.